# 保安州 (金朝)
保安州，金朝到元朝在今陕西省志丹县设置的州。
金太宗天会八年（1130年）金国攻克宋朝的保安军，予刘齐，金熙宗天会十五年（1137年）归金，金熙宗天眷二年（1139年）归南宋，次年（1140年），属金。皇统二年（1142年）属于鄜延路。金世宗大定二十二年（1182年）升为保安州，下辖保安县。金章宗泰和八年（1208年）为下等节度州。金宣宗兴定五年（1221年），一度被蒙古帝国占据。元太宗八年（1236年）属蒙古帝国，元世祖至元六年（1269年），降为保安县。